# Sagen Maddalena
Sagen Maddalena (Woodland, 16 de agosto de 1993) es una deportista estadounidense que compite en tiro, en la modalidad de rifle.
Participó en dos Juegos Olímpicos de Verano, obteniendo una medalla de plata en París 2024, en la prueba de rifle 3 posiciones 50 m, y el quinto lugar en Tokio 2020, en la misma prueba.
Ganó dos medallas en el Campeonato Mundial de Tiro, en los años 2022 y 2023, y tres medallas en los Juegos Panamericanos de 2023, una de oro, una de plata y una de bronce.

## Palmarés internacional
| Juegos Olímpicos     | Juegos Olímpicos  | Juegos Olímpicos  | Juegos Olímpicos                 |
| Año                  | Lugar             | Medalla           | Prueba                           |
| -------------------- | ----------------- | ----------------- | -------------------------------- |
| 2024                 | París (Francia)   | Medalla de plata  | Rifle 3 posiciones 50 m          |
| Campeonato Mundial   |                   |                   |                                  |
| Año                  | Lugar             | Medalla           | Prueba                           |
| 2022                 | El Cairo (Egipto) | Medalla de oro    | Rifle en pos. tendida 50 m mixto |
| 2023                 | Bakú (Azerbaiyán) | Medalla de bronce | Rifle 3 posiciones 50 m          |
| Juegos Panamericanos |                   |                   |                                  |
| Año                  | Lugar             | Medalla           | Prueba                           |
| 2023                 | Santiago (Chile)  | Medalla de oro    | Rifle 10 m                       |
| 2023                 | Santiago (Chile)  | Medalla de plata  | Rifle 3 posiciones 50 m          |
| 2023                 | Santiago (Chile)  | Medalla de bronce | Rifle 10 m mixto                 |